# Rajko Prodanović
Rajko Prodanović (szerbül: Рајко Продановић, Belgrád, 1986. április 24. –) szerb válogatott kézilabdázó, az RK Vojvodina játékosa.

## Pályafutása

### Klubcsapatokban
Rajko Prodanovic hazájában kezdte pályafutását, majd megfordult Spanyolországban és a macedón Vardar Szkopjéban is. 2011 nyarán Magyarországon, a Pick Szeged csapatában folytatta pályafutását. Két szezont töltött a csapatnál, majd a 2013-2014-es idénytől a rivális MKB Veszprémbe szerződött, miután nem hosszabbította meg lejáró szerződését. 2013 szeptemberében a német Rhein-Neckar Löwen az idény hátralevő részére kölcsönvette a bakonyi klubtól.
Miután kölcsönszerződése lejárt, visszatért a Veszprémhez, ám Carlos Ortega vezetőedző nem számított a játékára, Prodanović pedig visszatért a Szegedhez, ahol kettő plusz egy éves szerződést ír alá. 2016 nyarán a fehérorosz Breszt szerződtette. 2017-ben és 2018-ban bajnok és kupagyőztes lett a csapattal.
2018 nyarán a Vojvodina játékosa lett.

### A válogatottban
2012-ben részt vett a londoni olimpián és tagja volt a hazai pályán Európa-bajnoki ezüstérmet nyerő szerb válogatottnak.

## Sikerei,díjai
Pick Szeged
- Magyar bajnokság
  - ezüstérmes: 2012, 2013, 2015, 2016
- Magyar Kupa
  - döntős: 2012, 2013, 2015, 2016

Rhein-Neckar Löwen
- Német bajnokság
  - ezüstérmes: 2014

Breszt
- Fehérorosz bajnokság
  - bajnok: 2017, 2018
- Fehérorosz Kupa
  - győztes: 2017, 2018